# Ivana Brlić-Mažuranić
Ivana Brlić-Mažuranić (Ogulin, 18. travnja 1874. – Zagreb, 21. rujna 1938.), bila je hrvatska književnica koja je u Hrvatskoj i u svijetu priznata kao jedna od najznačajnijih spisateljica za djecu.

## Životopis
Ivana Brlić-Mažuranić rođena je u Ogulinu 1874. godine. Potječe iz poznate intelektualne građanske obitelji Mažuranića. Otac Vladimir Mažuranić bio je pisac, odvjetnik i povjesničar. Djed joj je bio slavni političar, hrvatski ban i pjesnik Ivan Mažuranić, a baka Aleksandra Mažuranić, sestra jezikoslovca Dimitrija Demetra. Kratko se školovala u djevojačkoj školi u Zagrebu. Školovala se privatno i stekla izvrsnu naobrazbu, između ostalog i u poznavanju stranih jezika, pa su joj i neki od prvih književnih pokušaja na francuskome jeziku. S obitelji se iz Ogulina prvo preselila u Karlovac, a potom u Jastrebarsko.
Dana 15. kolovoza 1891. godine zaručili su se Ivana Mažuranić i Vatroslav Brlić, odvjetnik i političar. Njihovo vjenčanje bilo je 18. travnja 1892. godine, na Ivanin 18. rođendan, u crkvi sv. Marka. Jedan od kumova bio im je tadašnji zagrebački gradonačelnik Milan Amruš. Nakon vjenčanja Ivana se sa suprugom seli u Brod na Savi (danas Slavonski Brod), gdje je živjela većinu života koji je posvetila svojoj obitelji, obrazovanju i književnom radu. Kao majka sedmero djece, imala je priliku upoznati se s dječjom psihom, i tako razumjeti čistoću i naivnost njihova svijeta. Odgojena u narodnome duhu, uz supruga Vatroslava uključuje se u javni život u krugovima prvaka narodnoga pokreta. Biskup Josip Juraj Strossmayer dodijelio joj je zlatnu medalju za protumađaronska nastojanja.
Za vrijeme Prvoga svjetskoga rata zajedno s kćerima Zorom i Nadom radila je kao bolničarka Crvenoga križa u Slavonskome Brodu i za svoj predani rad dobila je odličje.
Tijekom života patila je od bolesti depresije i nakon duge borbe s tom bolešću počinila je samoubojstvo, 21. rujna 1938. godine, u bolnici na zagrebačkome Srebrnjaku. Pokopana je na zagrebačkome groblju Mirogoju, u obiteljskoj grobnici.

## Književno stvaralaštvo
Ivana Brlić-Mažuranić počela je pisati poeziju, eseje i dnevnike vrlo rano, ali su joj prvi radovi objavljeni tek početkom 20. stoljeća. Svoju prvu pjesmu Zvijezdi moje domovine napisala je u Ogulinu 1886. godine.
Prvi članak, Sajam u Bosni, objavila je 6. rujna 1900. godine u Narodnim novinama (god. 66, br. 204, str. 3), a potpisala se inicijalom M. Zbirku pripovjedaka i pjesama za djecu Valjani i nevaljani izdala je u prosincu 1901. godine u vlastitoj nakladi i bila je namijenjena privatnoj uporabi. Nakon objavljivanja zbirke Valjanih i nevaljanih pisala je članke i kratke priče za djecu koji su izlazili u novinama i časopisima. Priče i tekstovi poput serije obrazovnih članaka naslovljenih Škola i praznici objavljivani su redovito od 1903. godine nadalje. Pravu pozornost književne publike skreće 1913. godine romanom za djecu Čudnovate zgode šegrta Hlapića. U ovoj napetoj priči siromašni šegrt Hlapić bježi od svoga gazde, a zgode na kraju prevladaju nezgode. Napisala je pjesničku zbirku Slike (1912.), pedagoški intoniranu Knjigu omladini (1923.), zapise o obiteljskome rodoslovlju (Obzor, 1933. – 1934.), koje objedinjuje u trima knjigama (1934., 1935.), povijesno-pustolovni roman za mladež Jaša Dalmatin potkralj Gudžerata (1937.) te je prevodila s njemačkoga i francuskoga jezika.
Njezinim krunskim djelom kritičari smatraju zbirku pripovjedaka Priče iz davnine, objavljenu 1916. godine, djelo koje sadrži motive mitološke mudrosti običnoga svijeta, inspirirane slavenskom mitologijom. Ova knjiga kroz bajku ponovo vraća u život izgubljeni svijet pretkršćanskih vjerovanja Hrvata. Likovi poput Kosjenke i Regoča, Stribora, Jaglenca, Rutvice, Palunka, Vjesta, Potjeha, Malika Tintilinića, Svarožića i Bjesomara utjelovljenja su ljudskih moralnih osobina i osjećaja, kako vjernosti, ljubavi i dobrostivosti, tako i nestalnosti i slabosti. Želja za bogatstvom i čežnja za dalekim svjetovima kao simboli ljudske žudnje za istinom i znanjem često se pojavljuju u njezinim pričama. Kada je 1924. godine u Engleskoj izašao prijevod njezine knjige Priče iz davnine pod naslovom Croatian Tales of Long Ago, o njemu je pisano u tridesetak uglednih engleskih revija i časopisa, "Daily Dispatch naziva Ivanu Brlić-Mažuranić hrvatskim Andersenom, a Church Times kaže da priče izražavaju etički genij Hrvata koji će očarati ne samo djecu, nego i starijima pružiti pogled u dušu jednog malo poznatog naroda."
Godine 1927. godine objavila je knjigu u obliku slikovnice Dječja čitanka o zdravlju, a ilustracije je napravio Vladimir Kirin. U knjizi su pjesmice o higijenskim i zdravstvenim temama, namijenjene djeci (higijenske mjere svakodnevnoga pranja ruku, zaštite kod kihanja i kašljanja, štetnost pušenja, muhe kao prenositeljice bolesti itd.). To je prva slikovnica u Hrvatskoj kojoj su i autorica i ilustrator hrvatski.
U četiri godine (1931., 1935., 1937.,1938.) šest puta bila je predložena za Nobelovu nagradu za književnost. Tih godina za Nobelovu nagradu predlagali su je dr. Gavro (Gabriel) Manojlović (1931., 1935., 1937., 1938.) i Albert Bazala (1937., 1938.). Godine 1937. Jugoslavenska akademija znanosti i umjetnosti primila ju je za svoju (dopisnu) članicu, kao prvu ženu kojoj je dodijeljena takva čast. 
Kritika je njezinu prozu držala jedinstvenom sintezom životnoga idealizma, naravnosti izraza i delikatnosti rijetkoga humora (Antun Gustav Matoš) pa su je, premda je pisala za djecu, hvalili kolege (Antun Branko Šimić, Dragutin Domjanić) i književni povjesničari (Antun Barac). Školska knjiga, d.d. ustanovila je književnu nagradu Ivana Brlić-Mažuranić 1971. godine radi promicanja književnoga stvaralaštva za djecu i mladež do 14 godina.
Često nazivana hrvatskim Andersenom (zbog njezine virtuoznosti pripovjedačice za djecu) i hrvatskim Tolkienom (radi posezanja u fantastični svijet mitologije), Ivana Brlić-Mažuranić svojom izvornošću i svježinom ravnopravno stoji rame uz rame s velikanima dječje književnosti. Djela su joj prevedena na sve važnije svjetske jezike.

## Djela
Neke od njezinih knjiga ilustrirali su poznati hrvatski ilustrator Ivan Antolčić i ilustratorica Cvijeta Job.
Nepotpun popis:
- Valjani i nevaljani: pripoviedke, priče i pjesmice za dječake, Vlastita naklada, Slavonski Brod, 1901.
- Škola i praznici: male pripovijetke i pjesme iz dječjeg života: (sa 7 slika) – Zbirka pjesama i pripovjedaka za djecu. Hrvatski pedagoški književni zbor, Zagreb, 1905.
- Slike: (pjesme 1912.) – Pjesme. Tiskara C. Albrechta, Zagreb, 1912.
- Čudnovate zgode šegrta Hlapića – Roman za djecu. Hrvatski pedagoški književni zbor, Zagreb, 1913. (objavljen u više od 130 izdanja)
- Priče iz davnine – Bajke. Matica Hrvatska, Zagreb, 1916. (za autoričina života izdana su još 2. izd. 1920., te 3. izd. 1926., koje je ilustrirao Vladimir Kirin,[19] a kasnije i brojna druga izdanja raznih nakladnika)
- Knjiga omladini – Crtice. Vlastita naklada, Zagreb, 1923.[12]
- Dječja čitanka o zdravlju, ilustracije Vladimir Kirin, Higijenski zavod - Škola narodnog zdravlja, Zagreb, 1927. (Laurana, Zagreb, 2019.)
- Iz arhive obitelji Brlić u Brodu na Savi – Tisak Tipografija D.D., Zagreb, 1934. – 1935.
- Jaša Dalmatin, potkralj Gudžerata – Roman. Knjižara Vasić, Zagreb, 1937.
- Srce od licitara – Pripovijetke i pjesme za mladež. Zagreb, 1939.
- Basne i bajke – HIBZ, Zagreb, 1943.
- Šuma Striborova – Mladost, Zagreb, 1966. (5 izd. do 1987.)
- Izabrana djela, priredio Miroslav Šicel, Pet stoljeća hrvatske književnosti, knj. 73, Matica hrvatska, Zagreb, 1968.
- Izabrana djela priredio Joža Skok, Naša djeca, Zagreb, 1994.[20]
  - 1 : Čudnovate zgode šegrta Hlapića; Autobiografski i drugi tekstovi. U svjetlu kritike
  - 2 : Priče iz davnine. U svjetlu kritike (II.)
  - 3 : Jaša Dalmatin potkralj Gudžerata. U svjetlu kritike (III.)
  - 4 : Srce od licitara; Basne i bajke; Knjiga o omladini; Mir u duši. U svjetlu kritike (IV.)
- Pokraj peći maca prela, Hrvatski klasici najmlađima, Sretna knjiga, Zagreb, 2004., (suautori August Harambašić i Krunoslav Kuten)[21]
- Sabrana djela Ivane Brlić-Mažuranić, Večernji list, Zagreb., 2007.[22]
  - 1. Sunce djever i Neva Nevičica; Jagor (Priče iz davnine Dio 1)
  - 2. Čudnovate zgode šegrta Hlapića,
  - 3. Jaša Dalmatin, potkralj Gudžerata
  - 4. Regoč; Šuma Striborova (Priče iz davnine Dio 2)
  - 5. Škola i praznici
  - 6. Kako je Potjeh tražio istinu; Ribar Palunko i njegova žena (Priče iz davnine Dio 3)
  - 7. Knjiga omladini
  - 8. Bratac Jaglenac i sestrica Rutvica (Priče iz davnine Dio 4)
  - 9. Srce od licitara; Slike; Valjani i nevaljani
  - 10. Lutonjica Toporko i devet župančića (Priče iz davnine Dio 5)
- Dobro jutro, svijete!: dnevnički zapisi: 1888. 1891., Biblioteka "U prvom licu", Mala zvona, Zagreb, 2010.
- Sabrana djela Ivane Brlić-Mažuranić, Matica hrvatska, Ogranak Slavonski Brod, Slavonski Brod.[23]
  - Kritičko izdanje, sv. 2. Romani, priredio Berislav Majhut; suradnica Sanja Lovrić, 2010.
  - Kritičko izdanje, sv. 1. Pjesme i priče, priredili Cvjetko Milanja i Kristina Grabar, 2011.
  - Kritičko izdanje, sv. 3. Bajke i basne, priredili Tvrtko Vuković i Ivana Žužul, 2011.
  - Kritičko izdanje, sv. 4. Članci: (1903. – 1938.), priredila Marina Protrka Štimec, 2013.
  - Kritičko izdanje, sv. 5. Bibliografija: izdanja djela i literatura o Ivani Brlić-Mažuranić (1903. – 2014.), priredio Vinko Brešić, 2015.[24]
  - Ostavština, sv. 1 (6). Moji zapisci: dnevnici, memoari, molitve, putni i drugi zapisi, priredio Mato Artuković, 2016.
  - Kritičko izdanje, sv. 7. Pisma majci: (1892. – 1901.), priredila Jasna Ažman, 2021.

## Prijevodi
Djela su joj prevedena na više od 40 jezika.
- Čudnovate zgode i nezgode šegrta Hlapića su prevedene, među ostalim, i na kineski (prevoditelji Cicio Mar, Labiqi chuzouji, 1982.; Shi Cheng Tai,  Xiaoxuetu Helapiqi lixianji, 2012.), japanski (prijevod Sekoguchi Kena, Shokunin-minarai Furapitchi no fushigina bouken, 2004., 2005.), perzijski (prijevod Achtar Etemadi,  Maĵera Hay ŝegeft angizz Hlapic ŝagert kafaŝ, 2005.), bengalski (prevoditelj dr. Probal Dashgupta,  Hlapicher Kaando, 2006.), vijetnamski (prevoditelji Phang Hang Vuong i Luong Ngoc Bao, Cuộc phiêu lưu kỳ lạ của chú bé học viềc Hlapic, 2006.), hindi[nedostaje izvor] i korejski jezik (prijevod Jang Jeong-Ryeol, Kkoma gudujang-i Heullapichi, 2013.).[25][26] Najveći dio prijevoda na "egzotične" jezike je išao posrednim putem, preko esperantista. Zadnji esperantski prijevod je djelo Maje Tišljar (Mirindaj aventuroj de metilernanto Hlapić, 1998.)[27] a pri prijevodu Zgoda na bengalski, perzijski i japanski jezik posredovala je i Spomenka Štimec,[28] najznačajnija hrvatska književnica koja piše na esperantu.
- Priče iz davnine, prevedene su na engleski, (Croatian Tales of Long Ago, 1924.), poljski, švedski (1928.), češki (1928.), danski (1929.), njemački (1930.), ruski, ukrajinski, francuski, slovački jezik, perzijski (2020.) i ine.

## Ekraniziranje
- Godine 2000. Helena Bulaja Madunić pokrenula je jedan od najuspješnijih hrvatskih multimedijskih projekata, animiranu i interaktivnu obradu bajki iz zbirke Priče iz davnine Ivane Brlić Mažuranić, koja je u tisku istaknuta kao "možda najvažniji hrvatski kulturni projekt za 21. stoljeće".[29] Projekt je privukao veliku pozornost, predstavljen je na preko 30 međunarodnih konferencija i festivala novih medija, animacije i filma, te je osvojio brojne ugledne nagrade.[29]
- Roman za djecu Čudnovate zgode šegrta Hlapića je u nešto dorađenom obliku prenesen i na mali ekran, pa je prema njemu napravljen istoimeni crtani film.[30]
- U 2013. godini u režiji Silvija Petranovića snimljen je i igrani film "Šegrt Hlapić".[31]

## Odličja
- Orden Svetog Save trećeg reda kojim ju je 18. travnja 1934. godine odlikovao jugoslavenski kralj Aleksandar I. Karađorđević.[32]